# John Shaw (Fußballspieler, 1954)
John Shaw (* 4. Februar 1954 in Stirling, Vereinigtes Königreich) ist ein ehemaliger schottischer Fußballspieler, der auf der Position des Torwarts spielte. Er spielte in mehr als 400 Spielen der Football League und trat für Bristol City, Exeter City und Gloucester City an. Shaw begann seine Jugendkarriere bei Leeds United, wo er 1971 seinen ersten Profivertrag erhielt, aber bis zum Wechsel 1974 nach Bristol City nur in UEFA-Cup-Spielen auflief.

## Belege
1. ↑  Barry Hugman: PFA Football League Players' Records 1946 – 1998. Queen Anne Press, 1998, ISBN 1-85291-585-4.

| Personendaten    | Personendaten                    |
| ---------------- | -------------------------------- |
| NAME             | Shaw, John                       |
| KURZBESCHREIBUNG | schottischer Fußballtorhüter     |
| GEBURTSDATUM     | 4. Februar 1954                  |
| GEBURTSORT       | Stirling, Vereinigtes Königreich |